# Hazuki Tanda
Hazuki Tanda (反田 葉月 Tanda Hazuki?, 28 de febrero de 2001) es una seiyū y cantante japonesa afiliada a Platinum Production. Después de ser parte de los grupos idol Palet y Nankin Pepper, se unió a la franquicia D4DJ como Miyu Sakurada y se convirtió en actriz de voz para animes como Bokutachi no Remake, Cardfight!! Vanguard will+Dress y BanG Dream!.

## Biografía
Hazuki Tanda, oriunda de la prefectura de Hiroshima, nació el 28 de febrero de 2001. Después de escuchar a su madre cantar la canción de BoA "Sweet Impact" en un karaoke cuando era estudiante de primaria, se inspiró para dedicarse al baile y se inscribió en la Escuela de Actores de Hiroshima. Formó parte del grupo Reremon-tai en el programa de noticias matutino de TV Shin-Hiroshima Hiroshima Manten Mama!!.
En octubre de 2015, mientras visitaba Tokio con Miina Yoneda (que más tarde se convertiría en cantante idol), Platinum Production la descubrió dos veces. Después, se mudó a Tokio cuando se convirtió en estudiante de secundaria porque sintió que sería más fácil hacer una audición allí. El 17 de enero de 2017, se unió al grupo idol Palet. Después de que Palet se disolvió, se unió al grupo de ídolos recién formado Nankin Pepper en marzo de 2018, antes de que se disolvieran en enero de 2020.
En abril de 2020, se convirtió en parte de la franquicia D4DJ como Miyu Sakurada, una de las cuatro integrantes de Lyrical Lily. Prestó su voz al personaje en D4DJ Groovy Mix (2020), D4DJ Petit Mix (2021) y su segunda temporada bajo el título como D4DJ All Mix (2023).
En junio de 2021, fue elegida para interpretar a Miyoko Hashiba en Bokutachi no Remake. En abril de 2022, fue elegida para interpretar a Himari Kanoashi en Cardfight!! Vanguard will+Dress. En 2023, también participó en BanG Dream! It's MyGO!!!!!, donde interpretó a Mana.

## Filmografía
Los papeles principales están en negrita

### Anime
| Año  | Título                          | Rol             | Refs.  |
| ---- | ------------------------------- | --------------- | ------ |
| 2021 | D4DJ Petit Mix                  | Miyu Sakurada   | [ 8 ]  |
| 2021 | Bokutachi no Remake             | Miyoko Hashiba  |        |
| 2022 | Cardfight!! Vanguard will+Dress | Himari Kanoashi |        |
| 2023 | D4DJ All Mix                    | Miyu Sakurada   | [ 9 ]  |
| 2023 | BanG Dream! It's MyGO!!!!!      | Mana Sumida     | [ 10 ] |
| 2025 | BanG Dream! Ave Mujica          | Mana Sumida     |        |